# Tim Bevan
Tim Bevan (Queenstown, dezembro de 1957) é um produtor britânico, co-proprietário da Working Title Films. Foi indicado ao Oscar de melhor filme cinco vezes, por Elizabeth (1998), Atonement (2007), Les Miserables (2012), The Theory of Everything (2014), e Darkest Hour (2017)

## Filmografia
- Four Weddings and a Funeral (1994)
- Elizabeth (1998)
- Elizabeth: The Golden Age (2007)
- Atonement (2007)
- Tinker Tailor Soldier Spy (2011)
- Les Miserables (2012)
- The Secrets (2014)
- Trash (2014)
- The Theory of Everything (2014)
- Everest (2015)
- Legend (2015)
- The Danish Girl (2015)
- London Spy (2015)
- Hail, Caesar! (2016)
- Bridget Jones's Baby (2016)
- Baby Driver (2017)
- Victoria & Abdul (2017)
- The Snowman (2017)
- Darkest Hour (2017)
- Mary Queen of Scots (2018)
- Emma. (2020)
- The Substance (2024)